# Damian Nam Myŏng-hyŏk
Svatý Damian Nam Myŏng-hyŏk (1802, Munan – 24. května 1839, Soul) byl korejský římskokatolický katecheta a mučedník.

## Život
Narodil se roku 1802 v Munanu do šlechtické rodiny. V mládí vedl marnotratný život se špatnými přáteli. Když mu bylo asi 30 let, dozvěděl se o katolickém náboženství a začal ho praktikovat. Když do Koreje přijel čínský kněz Pacificus Yu Pang-je, tak se od něj Damian nechal pokřtít.
Stal se katechetou a učil lidi ve svém domě. Staral se o sousedy, pečoval o nemocné a pomáhal těm kteří pomoc potřebovali. Snažil se také křtít pohanské děti. Jednoho dne se ho někdo zeptal, jak se chce jmenovat ve věčném životě. Damian řekl: "Chtěl bych se jmenovat Damian Nam mučedník a člen Svaté společnosti škapulířů."
Počátkem roku 1839 započalo pronásledování křesťanů. Na základě obvinění bylo zatčeno 53 katolíků. Zvláště jim šlo o zatčení katechetů Damiana a Augustina Yi Kwang-hŏn. Byli okamžitě zatčeni se svými rodinami. 
Damian měl na starost roucha, mitru a breviář biskupa Laurenta-Marie-Joseph Imberta, které padli do rukou jeho věznitelů.
Damian byl vyslýchán kvůli majetku biskupa. Řekl, že předměty patřili knězi Zhou Wen-mo, který byl umučen roku 1801 a nepatří biskupu Imbertovi. Policejní šéf věděl, že Damian lže, ale předstíral že věří tomu, co mu Damian řekl, protože se vnitřně bál velikosti možných problémů, které by mohly nastat kdyby cizince zatkl. Následně se věznitel rozhodl vyslýchat Damiana přísněji a popřel jeho výpověď o výše uvedených předmětech. Tvrdil že předměty jsou nové a nemohli patřit knězi, který žil před 40 lety.
Byl krutě mučen, lámali mu kosti a byl nucen vzdát se své víry, což neudělal. Neprozradil také jména ostatních katolíků. Vyčerpaný a zmučený Damian spadl na čtyři dny do bezvědomí. Následně byl odsouzen k trestu smrti.
Dne 24. května 1839 byl vyveden za Souimun v Soulu (Jihozápadní brána), kde byl s dalšími osmi katolíky sťat.

## Proces svatořečení
Proces svatořečení byl zahájen v arcidiecézi Soul. Dne 9. května 1925 uznal papež Pius XI. jeho mučednictví. Blahořečen byl 5. července stejného roku, jako jeden ze skupiny: Laurent-Marie-Joseph Imbert a 78 druhů.
Dne 13. dubna 1978 došlo k obnovení procesu a spojení kauz. Dne 7. června 1983 vydal papež Jan Pavel II. dekret o osvobození od zázraku na přímluvu korejských mučedníků a svatořečen byl 6. května 1984 ve skupině s dalšími 102 korejskými mučedníky.